# 锺琦
锺琦，镶蓝旗（今蒙古人）人，是一名清朝政治人物。
锺琦曾于1806年接替郑济焘任苏松道道员一职，1807年由郑济焘接任。